# David Maclean
Pour les articles homonymes, voir David McLean (homonymie) et McLean.
David John Maclean, baron Blencathra, (né le 16 mai 1953) est un pair à vie du Parti conservateur. Il est député de Penrith and The Border de 1983 à 2010. 

## Biographie
Né en Écosse, Maclean fait ses études à la Fortrose Academy de Fortrose et à l'Université d'Aberdeen. MacLean souffre de Sclérose en plaques et utilise un fauteuil roulant. 
Après s'être présenté sans succès à Inverness, Nairn et Lochaber aux élections générales de 1983, il est élu à la Chambre des communes lors d'une élection partielle sept semaines plus tard, à la suite de l'anoblissement de William Stephen Whitelaw. 
Sous le gouvernement de Margaret Thatcher, Maclean est whip du gouvernement de 1987 à 1989, date à laquelle il est nommé secrétaire parlementaire du ministère de l'Agriculture, des Pêcheries et de l'Alimentation, conservant son poste lorsque John Major devient premier ministre en 1990. 
Après les élections générales de 1992, il est promu ministre d'État au ministère de l'Environnement, et en 1993, il est transféré au poste de ministre d'État au ministère de l'Intérieur, poste qu'il occupe jusqu'à la défaite du Parti conservateur aux élections générales de 1997. Il refuse une offre de rejoindre le Cabinet, probablement en tant que ministre de l'Agriculture, en 1995, déclarant qu'il était «une cheville ronde dans un trou rond». 
Sous le mandat de William Hague dans l'opposition, il est retourné à l'Arrière-ban jusqu'en 2001, lorsque le nouveau chef Iain Duncan Smith le nomme whip en chef de l'opposition. Lorsque Duncan Smith perd un vote de confiance en 2003, Maclean présente sa démission, mais est reconduit au poste sous la direction du nouveau chef Michael Howard. Il revient sur les bancs du fond lorsque David Cameron est élu chef en 2005. 
Pendant les élections générales de 2005 et depuis, il travaille avec le groupe de chasseurs pro Vote-OK, dans le but de faire abroger la loi de 2004 sur le chasse. 
Maclean fait la une des journaux en 2007, lorsqu'il propose un projet de loi d'initiative parlementaire qui aurait exempté les chambres du Parlement de la Loi sur la liberté de l'information. Le projet de loi s'est avéré controversé, le gouvernement soutenant officieusement le projet de loi. 
Maclean déclare que «mon projet de loi est nécessaire pour donner une garantie absolue que la correspondance des députés, au nom de nos électeurs et d'autres, à une autorité publique reste confidentielle». Le projet de loi est adopté par la Chambre des communes le 18 mai 2007, mais n'a jusqu'à présent pas réussi à trouver un parrain à la Chambre des lords. 
Un rapport du Comité spécial de la Chambre des lords sur la Constitution, publié le 20 juin 2007, déclare que le projet de loi "ne remplit pas les conditions de prudence et de proportionnalité dans l'adoption de lois d'importance constitutionnelle".   
Le 26 juin 2009, Maclean déclare à l'Association conservatrice de sa circonscription qu'il ne se présenterait pas aux Élections générales britanniques de 2010, en raison de l'aggravation de sa Sclérose en plaques.   
Le 28 février 2011, Maclean est créé pair à vie, en tant que baron Blencathra, de Penrith dans le comté de Cumbria, et il est présenté à la Chambre des lords le 10 mars 2011, où il siège en tant que conservateur. En 2010, Maclean est joué par Sam Graham, dans le téléfilm On Expenses . Quatre ans plus tard, il est reconnu coupable d'avoir enfreint le Code de conduite des Lords dans ses relations avec le gouvernement des îles Caïmans. 